# Fion
Fion è un comune rurale del Mali facente parte del circondario di San, nella regione di Ségou.
Il comune è composto da 7 nuclei abitati:
- Dorola
- Fion
- Kamiankoro
- Kononi
- Kotèbè
- Mantoura
- Pona